# Gvatemalski urlikavac
Gvatemalski urlikavac (lat. Alouatta pigra) je vrsta primata iz porodice hvataša. Živi u Belizeu, Gvatemali i Meksiku, te blizu poluotoka Yucatana. Živi u zimzelenim, polulistopadnim i nizinskim kišnim šumama.

## Opis
Gvatemalski urlikavac je navjeći majmun roda Alouatta, te je jedan od najvećih majmuna Novog svijeta. U prosjeku su mužjaci teški 11.4 kilograma, dok je prosječna masa ženki 6.4 kilograma. Tijelo je dugo između 521 i 639 milimetara, ne uzimajući u obzir rep, koji je dug 590-690 milimetara. Krzno je dugo i mekano, a boja mu je crna. Kod mladih životinja krzno je smeđe boje. Udovi su dugi i snažni, a rep je uvijen. Mužjaci stari preko četiri mjeseca imaju bijele mošnje.

## Ponašanje
Ovaj majmun je dnevna arborealna životinja. Živi u grupama sastavljenim od 2 do 10 životinja, najčešće jedan ili dva mužjaka, te nekoliko ženki. Ipak, zabilježene su i neke grupe s većim brojem jedinki. Ishrana uglavnom uključuje lišće i plodove. Najveći dio dana provodi odmarajući se. U aktivnom dijelu dana najviše traži hranu, rijetko se kreće, dok najmanje vremena provodi družeći se s članovima svoje skupine. Gestacija traje šest mjeseci i obično se rodi jedan mladi majmun.